# مجموعات عرقية في أوروبا

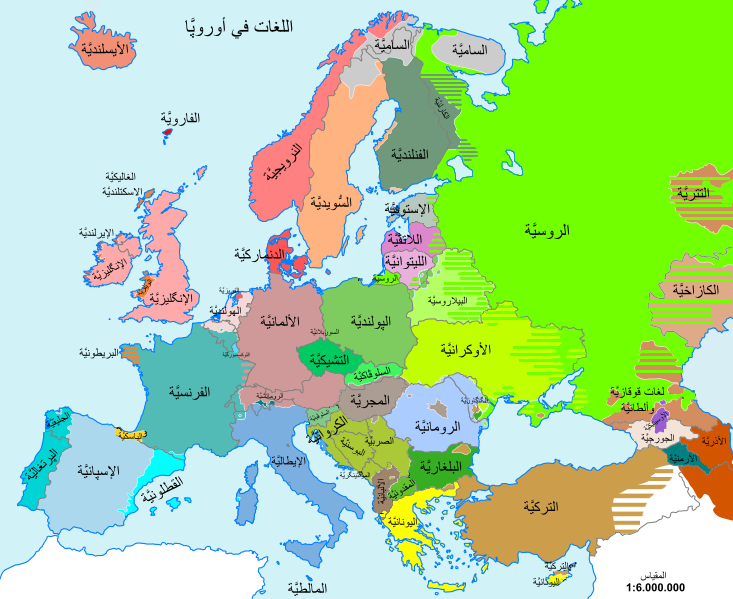
خريطة شاملة لتوزيع اللغات الرئيسية في أوروبا

المجموعات العرقية في أوروبا هي محور الإثنولوجيا الأوروبي، وهو مجال من مجالات علم الإنسان المتصلة بالأعراق المختلفة التي سكنت في أمم أوروبا. وفقا لدراسة ألمانية  Minderheitenrechte في أوروبا  شارك في تحريرها Pan and Pfeil ‏(2002) ثمّة 87 شعب أوروبي مخلتف، يشكل 33 منها غالبية السكان في دولة مهيمنة واحدة على الأقل، في حين ال54 المتبقية تشكل الأقلية. ويقدر العدد الإجمالي للسكان للأقليات القومية أو اللغوية في أوروبا نحو 105 مليون شخص، أو 14٪ من 770 مليون الأوروبي.
لا تُوجد تعاريف مقبولة ودقيقة عالميًا لمصطلحي «المجموعة الإثنية»  و«الجنسية». في سياق علم الإثنوغرافيا الأوروبية بصورة خاصة، تُستخدم مصطلحات المجموعة الإثنية والشعب والجنسية والمجموعة الإثنية-اللغوية كمترادفات في الغالب، وإن كان التفضيل قد يتباين في الاستخدام فيما يتعلق بالحالة الخاصة لكل دولة من دول أوروبا.

## لمحة عامة
نحو 20 إلى 25 مليون نسمة (3%) هم من أفراد الشتات من أصل غير أوروبي. يشكل سكان الاتحاد الأوروبي البالغ عددهم نحو خمسمئة مليون نسمة ثلثي السكان الأوروبيين. تُعتبر كلًا من إسبانيا والمملكة المتحدة حالات خاصة، إذ أن تعيين الجنسية، الإسبانية والبريطانية، قد يتّخذ نواحي عرقية بشكل مثير للجدل عن طريق تضمين مجموعات عرقية إقليمية شتّى. (انظر التركيبة السكانية للاتحاد الأوروبي، الهوية القومية والإقليمية في إسبانيا). وتُعتبر سويسرا حالة مشابهة، لكن تُناقش المجموعات الفرعية اللغوية في سويسرا من زاوية الانتماء العرقي واللغوي على حد سواء.

## التصنيفات اللغوية
من بين مجموع سكان أوروبا البالغ عددهم نحو 740 مليون نسمة (بدءًا من عام 2010)، فإن زُهاء 90% منهم (أي نحو 650 مليون نسمة) يندرجون ضمن ثلاثة فروع كبيرة من اللغات الهندية الأوروبية التي تدُعى أيضًا اللغات «اليافثية» نسبةً إلى يافث بن نوح وبحسب أشهر التقسيمات اللسانية تتكون أسرة اللغات اليافثية من لغات «ساتم» ولغات «كينتوم» ( centum – satem) آخذين للترجيح كلمة «مئة» في اللغة السنسكريتية التي تنطق ساتم (satem) أما في الإيطالية الجغرافية فتنطق كينتوم (“kentum “centum)، وهذه الفروع الكبيرة هي:
- اللغات السلافية: تتضمن اللغة البيلاروسية والبوسنية والبلغارية والكرواتية والتشيكية والكاشوبية والمقدونية والبولندية والروسية والروسينية والروثينية والصربية والسلوفاكية والسلوفينية والصوربية والأوكرانية.
- اللغات الرومنسية: تتضمن اللغة الأرومانية والكتالونية والإسبانية اليهودية والفرنسية والفريولية والغاليسية والإسترُو- رُومَانِيّة والكورسيكية والميغلينو-رومانية والرومانية والرومانشية والبرتغالية والسردينية والأسبانية ولغة والون.
- اللغات الجرمانية: تتضمن اللغة الدنماركية والهولندية والفاروية والفلمنكية والفريزية والإنجليزية والألمانية والأيسلندية والليمبورغية والسكسونية الدنيا واللوكسمبورغية والنرويجية والاسكتلندية واليديشية. اللغة الأفريقانية هي لغة منحدرة من الهولندية، يتحدث بها بعض السكان المهاجرين الجنوب أفريقيين والنامبيين.

ثمّة ثلاث لغات هندية أوروبية قائمة بحد ذاتها لا تندرج ضمن مجموعات فرعية أكبر ولا ترتبط ارتباطًا وثيقًا بالعائلات اللغوية الأكبر وهي:
- اليونانية: (نحو 12 مليون)[3]
- الألبانية: (نحو 9 مليون)
- الأرمنية: (نحو 3.5 مليون)

بالإضافة إلى ذلك، ثمّة أيضًا مجموعات فرعية أصغر داخل اللغات الهندية الأوروبية، تشمل:
- اللغات البلطقية:  تتضمن اللغة اللاتفية والليتوانية.
- اللغات الكلتية: تتضمن اللغة البريتانية والكورنية والأيرلندية والمنكية والويلزية والغيلية الاسكتلندية.
- اللغات الإيرانية: اللغة الأوسيتية في أوروبا بالدرجة الأولى، إلى جانب الكردية (محكية فقط في تركيا).
- اللغات الهندوآرية: تمثلها اللغة الرومنية التي يتحدث بها شعب الغجر في أوروبا الشرقية، وهي متجذرة في الأساس باللغات الهندوآرية في شبه القارة الهندية.

إلى جانب اللغات الهندية الأوروبية، ثمّة عائلات لغوية أخرى في القارة الأوروبية غير مرتبطة إطلاقًا بالهندية الأوروبية:
- اللغات الأورالية: تتضمن اللغة الإستونية والفنلندية والمجرية والكومية والليفونية والمارية والموردفينية والسامي والسامودية والأدمورتية.
- اللغات الأتراكية: تتضمن الأذرية والباشقير وتشوفاش والقازاقية ونوغاي والتترية والتركية.
- اللغات السامية: تتضمن اللغة العربيه المحكيه في جنوب شرق تركيا وبعض مناطق اورويا خاصة فرنسا واللغة الآشورية الآرامية الحديثة (محكية في أجزاء من شرق تركيا والقوقاز من قبل المسيحيين الآشوريين)، والعبرية (يتحدث بها بعض السكان اليهود)، والمالطية.
- اللغات الكارتفيلية (تعرف أيضًا باسم لغات جنوب القوقاز) : تتضمن اللغة الجورجية واللازية والمرغلانية والسفانية والزانّية.
- لغات قوقازية شمال غربية: تتضمن الأبخازية والأباظية والأديفية والشركسية والقبردينية ولغة الويخ.
- لغات قوقازية شمال شرقية: تتضمن اللغة الأوارية والشيشانية والإنغوشية ولغة لاك والليزغينية  والناخية- الداغستانية.
- اللغات المعزولة: اللغة البشكنشية لغة محكية في مناطق الباسك في إسبانيا وفرنسا وهي اللغة المعزولة الوحيدة في أوروبا، ويُعتقد أنها لا ترتبط بأي لغة أخرى، حيةً كانت أم منقرضة.
- اللغات المنغولية: موجودة بشكل لغة كالميك، محكية في منطقة القوقاز الروسية.

## خلفية تاريخية

### سكان ما قبل التاريخ
اكتُشف انحدار الباسكيين من سكان أواخر العصر الحجري الحديث أو العصر البرونزي المبكر بشكل مباشر. من المفترض أن المجموعات اللغوية الهندية الأوروبية في أوروبا (مجموعة لغات كينتوم بالإضافة إلى البلطيقية السلافية والألبانية) قد تطورت في موقعها الطبيعي عن طريق اختلاط  سكان العصر البرونزي من المجموعات اللغوية الهندية الأوروبية البدائية بسكان سابقين من العصر الحجري المتوسط والعصر الحجري الحديث بعد هجرتهم إلى معظم أوروبا من سهوب بونتيك (حضارة يامنايا وحضارة الخزف المحزم وحضارة القدور الجرسية). يُفترض أن الشعوب الفينية قد انحدرت أيضًا من المجموعة اللغوية الأورالية البدائية بعيدًا إلى الشرق بالقرب من جبال الأورال، والتي هاجرت إلى أوطانها التاريخية في أوروبا قبل نحو 3000 عام.
تشمل اللغات المُعاد بناؤها في العصر الحديدي في أوروبا اللغة الكلتية البدائية والإيطاليقية البدائية  والجرمانية البدائية، وجميع اللغات الهندية الأوروبية من مجموعة الكينتوم (centum)، والسلافية البدائية والبلطيقية البدائية من مجموعة ساتم (satem) ويبدو أن مجموعة من اللغات التيرانية قد تضمنت اللغة الإتروية والرهتية واللمنية وربما الكامونية. يمكن إعادة بناء لغة المرحلة ما قبل الرومانية من اللغة البشكنشية البدائية إنما مع هامش كبير من الشك.
فيما يتعلق بالعصر البرونزي الأوروبي، فإن اللغة الوحيدة المتينة المعاد بناؤها هي اليونانية البدائية (نحو 2000 قبل الميلاد). اقتُرح بدرجة ثقة أقل وجود سلف إيطاليقي كلتي بدائي لكلتا اللغتين الإيطاليقية والكلتية(مقدرة من حقبة حضارة القدور الجرسية)، إلى جانب لغة بلطيقية سلافية بدائية (مقدرة تقريبًا من حضارة الخزف المحزم). اعتُبرت اللغة الهيدورنيمية الأوروبية القديمة كمؤشر لبداية سلف هندي أوروبي (من العصر البرونزي) للغات الكينتوم اللاحقة.

### السكان التاريخيون
سكان العصر الحديدي (ما قبل عصر الهجرات) في أوروبا المعروفين من علم التأريخ اليوناني الروماني، لا سيما هيرودوت وبلينيوس الأكبر وبطليموس وتاسيتس:
- بحر إيجة: القبائل اليونانية، والبيلاسجس (أسلاف اليونان)، وشعوب الأناضول.
- البلقان: الإيليريون (قائمة القبائل القديمة في إليريا) والداشنيون والتراقيون.
- شبه الجزيرة الإيطالية: الكامونيون، والراتيون واللوبونتيون قدماء الفينيتو والليغوريون والإتروسكانيون وشعوب إيطالقية ومستعمرات يونانية.
- أوروبا الغربية /الوسطى: الكلت (قائمة شعوب الغال، قائمة القبائل الكلتية) ، والراتيون والشوابيون وشعوب فيستولا الفينيتيون وشعب اللوغي وشعوب البلطيق.
- شبه الجزيرة الأيبيرية: الشعوب ما قبل الرومانية في شبه الجزيرة الأيبيرية (الإيبيريون واللوسيتانيون والأكوانتانيون، والشعوب الكلتية الإيبيرية) الباسكيون والفينيقيون (البونيقيون أو القرطاجيون)
- سردينيا وكورسيكا: السردينيون والكورسيكيون القدماء (المعروفون أيضًا باسم الشعوب النوراجية والتوريانية) يتألفون من قبائل كورسي وبلاريس وإيلينزيس.
- الجزر البريطانية: القبائل الكلتية في بريطانيا وأيرلندا والبيكتيون /الكروثينيون.
- أوروبا الشمالية: الفينيون البلطيقيون والشعوب الجرمانية (قائمة الشعوب الجرمانية) ؛ النورمان الذين غزوا في وقت لاحق واستعمروا جنوب إيطاليا وصقلية.
- صقلية: السيكوليون الإيطالقيون وشعب المورغيتس وشعب سيكاني وشعب إيليمي.
- أوروبا الشرقية: السكوثيون والسارماتيون.

## فهرست
- Andrews، Peter A.؛ Benninghaus، Rüdiger (2002)، Ethnic Groups in the Republic of Turkey، Reichert، ISBN:3-89500-325-5
- Banks، Marcus (1996)، Ethnicity: Anthropological Constructions، Routledge
- Berting، J. (2006)، Europe: A Heritage, a Challenge, a Promise، Eburon Academic Publishers، ISBN:90-5972-120-9
- Cederman، Lars-Erik (2001)، "Political Boundaries and Identity Trade-Offs"، في Cederman، Lars-Erik (المحرر)، Constructing Europe's Identity: The External Dimension، London: Lynne Rienner Publishers، ص. 1–34
- Cole، J. W.؛ Wolf، E. R. (1999)، The Hidden Frontier: Ecology and Ethnicity in an Alpine Valley، University of California Press، ISBN:978-0-520-21681-5
- Davies، N. (1996)، Europe: A History، Oxford University Press، ISBN:0-19-820171-0، مؤرشف من الأصل في 2022-07-12
- Dow، R. R.؛ Bockhorn، O. (2004)، The Study of European Ethnology in Austria، Progress in European Ethnology، Ashgate Publishing، ISBN:978-0-7546-1747-1
- Eberhardt، Piotr؛ Owsinski، Jan (2003)، Ethnic Groups and Population Changes in Twentieth-century Central Eastern Europe، M.E. Sharpe، ISBN:0-7656-0665-8
- Eder، Klaus؛ Spohn, Willfried (2005). Collective Memory and European Identity: The Effects of Integration and Enlargement. Burlington: Ashgate Publishing Company. ISBN:0-7546-4401-4.
- Gresham، D.؛ وآخرون (2001)، "Origins and divergence of the Roma (Gypsies)"، American Journal of Human Genetics، ج. 69، ص. 1314–1331، DOI:10.1086/324681، PMC:1235543، PMID:11704928 Online article
- Karolewski، Ireneusz Pawel؛ Kaina، Viktoria (2006)، European Identity: Theoretical Perspectives and Empirical Insights، LIT Verlag، ISBN:3-8258-9288-3
- Jordan-Bychkov، T.؛ Bychkova-Jordan، B. (2008)، The European Culture Area: A Systematic Geography. Maryland، Rowman & Littlefield، ISBN:0-7425-1628-8، مؤرشف من الأصل في 2022-03-25
- Latham، Robert Gordon (1854)، The Native Races of the Russian Empire، Hippolyte Baillière (London) Full text on google books
- Laitin، David D. (2000)، Culture and National Identity: "the East" and European Integration، Robert Schuman Centre
- Gross، Manfred (2004)، Romansh: Facts & Figures، Lia Rumantscha، ISBN:3-03900-037-3 Online version
- Levinson، David (1998)، Ethnic Groups Worldwide: A Ready Reference Handbook، Greenwood Publishing Group، ISBN:978-1-57356-019-1، مؤرشف من الأصل في 2022-08-18 part I: Europe, pp. 1–100.
- Hobsbawm، E. J.؛ Kertzer، David J. (1992)، "Ethnicity and Nationalism in Europe Today"، Anthropology Today، ج. 8، ص. 3–8، DOI:10.2307/3032805، JSTOR:3032805
- Minahan، James (2000)، One Europe, many nations: a historical dictionary of European national groups، Greenwood Publishing Group، ISBN:0-313-30984-1
- Panikos Panayi, Outsiders: A History of European Minorities (London: Hambledon Press, 1999)
- Olson، James Stuart؛ Pappas، Lee Brigance؛ Pappas، Nicholas Charles (1994)، An Ethnohistorical Dictionary of the Russian and Soviet Empire، Greenwood، ISBN:0-313-27497-5
- O'Néill، Diarmuid (2005)، Rebuilding the Celtic languages: reversing language shift in the Celtic countries، Y Lolfa، ISBN:0-86243-723-7
- Panayi، Panikos (1999)، An Ethnic History of Europe Since 1945: Nations, States and Minorities، Longman، ISBN:0-582-38135-5
- Parman، S. (ed.) (1998)، Europe in the Anthropological Imagination، Prentice Hall {{استشهاد}}: |الأول= باسم عام (مساعدة)
- Stephens، Meic (1976)، Linguistic Minorities in Western Europe، Gomer Press، ISBN:0-608-18759-3
- Szaló، Csaba (1998)، On European Identity: Nationalism, Culture & History، Masaryk University، ISBN:80-210-1839-9
- Stone، Gerald (1972)، The Smallest Slavonic Nation: The Sorbs of Lusatia، Athlene Press، ISBN:0-485-11129-2، مؤرشف من الأصل في 2021-03-07
- Vembulu، R. Pavananthi (2003)، Understanding European Integration: History, Culture, and Politics of Identity، Aakar Books، ISBN:81-87879-10-6